# Kimberly Belle
Kimberly Belle (ur. 20 lutego 1968) – amerykańska pisarka.

## Życie osobiste
Wychowała się w Kingsport w stanie Tennessee. Uczęszczała do Agnes Scott College, gdzie poznała swojego przyszłego męża, z którym wyjechała do Holandii, a następnie oboje wraz z dwójką dzieci przeprowadzili się do Atlanty.

## Publikacje
- The Last Breath (2014)
- The Ones We Trust (2015)
- Idealne małżeństwo (The Marriage Lie, 2017; wyd. pol. Filia, 2019, ISBN 978-83-80756-33-5, tłum. Emilia Skowrońska)
- Three Days Missing (2018)
- Idealna żona (Dear Wife, 2019; wyd. pol. Filia, 2020, ISBN 978-83-8075-998-5)[2]
- Stranger in the Lake (2020)